# NGC 4453
NGC 4453 ist eine Spiralgalaxie vom Hubble-Typ Sb im Sternbild Jungfrau an der Ekliptik. Sie ist schätzungsweise 517 Millionen Lichtjahre von der Milchstraße entfernt.
Das Objekt wurde am 25. April 1830 von John Herschel entdeckt.